# Quinzano San Pietro
Quinzano San Pietro è una frazione di 1002 abitanti del comune italiano di Sumirago posta a sud del centro abitato.
Originariamente nota come Quinzano, assunse il suffisso San Pietro nel 1864 per evitare confusioni con altre località omonime. Costituì un comune autonomo fino al 1869.

## Storia
Fu un antico comune della Pieve di Somma Lombardo nel Milanese.
Registrato agli atti del 1751 come un borgo di circa 150 abitanti, nel 1786 Quinzano entrò per un quinquennio a far parte dell'effimera Provincia di Varese, per poi cambiare continuamente i riferimenti amministrativi nel 1791, nel 1798 e nel 1799. Alla proclamazione del Regno d'Italia nel 1805 risultava avere 193 abitanti. Nel 1809 fu soppresso con regio decreto di Napoleone ed annesso a Menzago. Il Comune di Quinzano fu quindi ripristinato con il ritorno degli austriaci, e l'abitato risultò essere popolato da 342 anime nel 1853, scese a 327 nel 1861. La soppressione dell'autonomia comunale giunse infine nel 1869 su decreto di Vittorio Emanuele II, che decise stavolta l'unione con Sumirago.